# Iambe
Nella mitologia greca Iambe (in greco Ιάμβη) era la figlia del dio Pan e della ninfa Eco. Fu un'ancella che, secondo la leggenda, accolse la errante Demetra mentre cercava Persefone (Proserpina), facendola sorridere raccontandole i suoi motti.
Secondo un'altra versione, Iambe sarebbe stata figlia di Celeo, re della polis di Eleusi, e di Metanira.